# Dolichocybaeus yufuin
Dolichocybaeus yufuin is een spinnensoort in de taxonomische indeling van de waterspinnen (Cybaeidae).
Het dier behoort tot het geslacht Dolichocybaeus. De wetenschappelijke naam van de soort werd voor het eerst geldig gepubliceerd in 2007 door Ihara.